# Rosa Campusano
Rosa Campusano Cornejo (Guayaquil, 13 de abril de 1796 - Lima, 1851) fue una actriz, activista y espía ecuatoriana afiliada a la causa libertadora durante la lucha por la independencia del Perú. En ese entonces corrieron rumores de que mantuvo relaciones con el general José de San Martín, exaltado como Protector del Perú, razón por la cual se le dio el apodo de "La protectora".

## Biografía
Rosa era hija natural de una mulata llamada Felipa Cornejo y Francisco Herrera Campusano Gutiérrez, funcionario rico, productor de cacao.
Rosa es descrita por los cronistas como una bella mujer de tez blanca y ojos azules, inteligente, vivaz e instruida. Llegó a Lima en 1817, a los 21 años como amante de un español acaudalado y pronto se relacionó con la sociedad limeña. Su tertulia era frecuentada por gente prominente y aprovechó su posición como amante de un general realista, para obtener información militar que suministraba a los patriotas y para ocultar en su casa a oficiales desertores del ejército real para luego ayudarlos a unirse al campamento patriota de Huaura. Por sus actividades clandestinas y subversivas fue detenida por unos días. Así mismo, por estas actividades y por frecuentar los mismos círculos sociales conoció a Manuela Sáenz, estableciéndose entre ellas una gran amistad, y complicidad en las tareas conspiradoras. Igualmente en 1818 fue denunciada a la Inquisición por tener libros prohibidos.
La noche del sábado 28 de julio de 1821, el Cabildo de Lima organizó una fiesta en los salones del Ayuntamiento en honor a San Martín y a la proclamación de la Independencia. El general conoció allí a Rosa y al día siguiente, domingo 29 de julio, San Martín devolvió la atención con otro baile, ahora en los salones del Palacio de los Virreyes y volvió a verla.
Según testimonios de la época, Rosa y El general se volvieron amantes. Cuando el “Protector” la incluyó como una de las 112 personas condecoradas con la Orden del Sol con el título de Caballereza junto a Manuela Sáenz, la sociedad tradicional limeña lo consideró una afrenta. El día que San Martín abandonó el Perú, apenas pudieron despedirse.
Hacia 1832 Rosa inició relaciones con el comerciante alemán Juan Weniger, propietario de dos valiosos almacenes de calzado en la calle de plateros de San Agustín con quien tuvo un hijo, bautizado de Alejandro Weniger Campuzano, a quien sin embargo no crio porque se lo arrebató el padre cuando ambos se separaron.
La “Protectora” en su testamento declaró estar casada con Ernesto Gaber, quien la había abandonado, marchándose a Europa; y tener un hijo llamado Alejandro. Rosa murió casi en la indigencia en 1851, a los 55 años y fue sepultada en la iglesia de San Juan Bautista de Lima, en Perú.